# Faunistik
Faunistik är ett område inom biologin. Faunistik är läran om ett områdes fauna och de ingående arternas utbredning. Motsvarande område för växtvärlden är floristik.